# Segelfluggelände Hallertau

i7
i11
i13
Das Segelfluggelände Hallertau liegt im Gebiet des Marktes Wolnzach im Landkreis Pfaffenhofen an der Ilm in Bayern, etwa fünf Kilometer nördlich des Zentrums von Wolnzach.

## Flugbetrieb
Das Segelfluggelände ist mit einer 950 m langen und 30 m breiten Start- und Landebahn aus Gras (Richtung 03/21) ausgestattet.  Es besitzt eine Betriebszulassung für Segelflugzeuge, Ultraleichtflugzeuge und für am Platz stationierte Motorsegler. Der Start von Segelflugzeugen erfolgt per Windenstart oder Flugzeugschlepp. Der Halter und Betreiber des Segelfluggeländes ist der Luftsportverein Pfaffenhofen e. V. Das Segelfluggelände ist ein Stützpunkt der Luftrettungsstaffel Bayern.